# مطار تندوف
مطار تندوف (إياتا: TIN، إيكاو: DAOF) هو مطار داخلي يخدم مدينة تندوف في جنوب الجزائر.

## شركات الطيران
| شركات الطيران           | الوجهات                           |
| ----------------------- | --------------------------------- |
| الخطوط الجوية الجزائرية | الجزائر، وهران، بشار، القسطنطينية |
| طيران الطاسيلي          | الجزائر                           |